# Бушар, Крис
Крис Бушар (англ. Chris Bouchard) — британский кинорежиссёр, сценарист, композитор и мастер визуальных эффектов.

## Карьера
В кино работает с 2005 года (музыка к фан-фильму Шэйна Фелюкса «Звёздные войны: Откровения»). Стал известен благодаря работе над малобюджетными независимыми проектами. В режиссуре дебютировал короткометражной лентой «Охота на Голлума» (2009), где также выступил в качестве сценариста, продюсера и соавтора саундтрека. Несмотря на любительский статус фильма (Бушар привлёк съёмкам кинематографистов-поклонников Толкина, гонорары предусмотрены не были), он вызвал немалый интерес зрителей и профессионалов.Он также много лет работал в индустрии визуальных эффектов на студии Framestore, работающей на кинофильмах и рекламных кампаниях.
В 2014 году на экраны вышла криминальная комедия Бушара «Сливки Хакни».
В 2018 году состоялась премьера фильма-фэнтези Криса Бушара и Блейка Дж. Харриса «Рассказы Русалочки» при участии Джины Гершон, Ширли Маклейн и Поппи Дрейтон.

## Фильмография

### Режиссёр
- Охота на Голлума (2009)
- Клон (2001)
- Захватывающие антологии: Измерь себя (2011)
- Сливки Хакни (2014)
- Рассказы Русалочки (2018)

### Сценарист
- Охота на Голлума (2009)
- Клон (2001)
- Захватывающие антологии: Измерь себя (2011)
- Сливки Хакни (2014)

### Композитор
- Звёздные войны: Откровения (2005)
- Мёртвый лес (2007)
- Охота на Голлума (2009)

### Продюсер
- Охота на Голлума (2009)
- Клон (2001)
- Захватывающие антологии: Измерь себя (2011)
- Сливки Хакни (2014)

### Визуальные эффекты
- Охота на Голлума (2009)
- Рождение надежды (2009)
- Моё одиночество (2010)
- Эффекта сна (2012)
- Гравитация (2013)
- Затерянный город Z (2016)
- Фантастические твари и где они обитают (2016)

## Награды и номинации
- Balticon Film Festival (2009) — лучший игровой короткометражный фильм («Охота на Голлума»): победа